# Mehboob Khan
Mehboob Khan (Bilimora, 1907 – Bombay, 28 maggio 1964) è stato un regista e produttore cinematografico indiano.
Si tratta di uno dei pionieri del cinema indiano, divenuto famoso nel corso degli anni a Bollywood, grazie a film di successo, in particolare Madre India.

## Filmografia parziale

### Regista
- Judgement of Allah (1935)
- Aurat (1940)
- Andaz (1949)
- Aan (1952)
- Amar (1954)
- Madre India (Mother India) (1957)
- Son of India (1962)